# Казиев, Шапи Магомедович
Шапи́ Магомедович Кази́ев (27 марта 1956, Махачкала, Дагестанская АССР, СССР — 20 марта 2020, Россия) — советский, российский писатель, прозаик, поэт, публицист, драматург, историк. Около 30 его пьес поставлены на сценах московских и дагестанских театров. Член Союза писателей РФ с 1989 года. Лауреат Государственной премии Дагестана. Народный писатель Дагестана (2016).

## Биография и творчество
Родился 27 марта 1956 году в Махачкале, Дагестанская АССР, в семье офицера, выходца из селения Обода Хунзахского района. Аварец.
Публиковаться начал ещё школьником.
В 1974 г. поступил на сценарный факультет ВГИКа (ныне — Всероссийский государственный университет кинематографии имени С. А. Герасимова). Дебют в кино: сценарий фильма «Завтрак» («Ленфильм»). Автор фильма Расул Гамзатов. Моя дорога]". 2003 г. (Специальный приз Конкурса фильмов «Евразийский»). Автор сценариев фильмов «Последний путь», «Яблоко» и др. Фильм «Кровь» был представлен на 69-м Каннском кинофестивале (2016 г.).
Плодотворно работает в театральной драматургии. Наряду с комедиями и пьесами авангардистского стиля, пишет исторические драмы и пьесы для детей.
Первая публикация пьесы: «Автоответчик», Журнал «Современная драматургия», № 3, 1986 г.
Театральный дебют в Москве: спектакль по пьесе «Пришелец». (МОТЮЗ, режиссёр В. Салюк, 1987 г.).
Главную роль в радиопьесе «На БАМ, к сыну» исполнил Армен Джигарханян (Всесоюзное радио, 1984 г.).
Последние премьеры: «Бестужев-Марлинский» в Дагестанском Русском драматическом театре (2015 г.) и «Предок» — в Аварском музыкально-драматическом театре (2016 г.).
Пьеса «Золотой осел Насреддина» поставлена во многих театрах страны.
Был президентом Ассоциации молодых драматургов СССР, членом Экспертного совета Министерства культуры СССР.
Член Союза писателей СССР с 1989 г.
В 1992 г. основал в Москве издательство «Эхо Кавказа» и стал его главным редактором (одноимённый журнал и книги по культуре и истории Кавказа).
В 1997 г. издал иллюстрированную энциклопедию «Шамиль».
Сотрудничал с Расулом Гамзатовым, который посвятил ему свою последнюю поэму «Времена и дороги». Поэма опубликована в переводе и с предисловием Ш. Казиева.
Литературную известность принесла книга «Имам Шамиль» в серии ЖЗЛ (Жизнь замечательных людей). С 2001 по 2018 годы вышло 5 изданий.
Работал в разных жанрах (проза, драматургия, поэзия и другие). Писал также для детей.
Публиковался в России и за рубежом.
Лауреат отечественных и международных литературных премий и конкурсов.
Занимался общественной деятельностью в сфере межнациональных отношений. Участник международных научных конгрессов и миротворческих проектов.
Умер 20 марта 2020 года в Махачкале после продолжительной болезни. Похоронен в родном селении Обода.
- Дочь — Вера Федотова.
  - Внучки— Александра Степанова, Мария Степанова, Елизавета Степанова.
- Сыновья — Расул и Магомед Казиевы.

## Произведения
- Расул Гамзатов. (ЖЗЛ). — М.: Молодая гвардия, 2018.
- Имам Шамиль. (ЖЗЛ). — М.: Молодая гвардия, 2018.
- Имам Шамиль. (ЖЗЛ). — М.: Молодая гвардия, 2001, 2003, 2006, 2010.
- Краски изгнания. Роман
- Бестужев-Марлинский. Премьера спектакля
- Премьера фильма «Шамиль. Последний путь»
- Повседневная жизнь горцев Кавказа в XIX веке (В соавторстве с И. Карпеевым). — М.: Молодая гвардия, 2003.
- Повседневная жизнь восточного гарема. — М.: Молодая гвардия, 2006.
- Восточный гарем. Коллекция живых драгоценностей. Аудиокнига. — М.: CD сom, 2006.
- Ахульго. Роман о Кавказской войне XIX в. — Махачкала: ИД Эпоха, 2008.
- Крах тирана. Роман о разгроме армии Надир-шаха в Дагестане. — Махачкала:
- Яхта олигарха. Авантюрный роман
- В раю, проездом. Книга пьес. — Махачкала, 2008.
- Иллюстрированная энциклопедия «Шамиль» (Главный редактор и автор ряда статей). 1997.
- Иллюстрированная энциклопедия «Имам Гази-Магомед» (Главный редактор и автор ряда статей). 2015.
- Горская азбука. Стихи для детей. — Махачкала, 1995.; М., 2002.
- Пианино. Рассказ. // Дружба Народов, 2006, № 8
- Отрывки из киносценария «Имам». // Журнал «Родина», № 1, 2000
- Отрывки из пьесы «Шамиль». // Журнал «Родина», № 1, 2000
- Тексты песен музыкального альбома «Песни вершин». 2003
- Расул Гамзатов. Времена и дороги. Перевод поэмы. // Журнал Дарьял, журнал Дружба Народов, 2004, № 8
- [www.stihi.ru/2009/10/17/839 Стихотворения Шапи Казиева на сайте Стихи.ру]
- Прощай, Москва! Киносценарий. // Журнал «Дагестан», № 4-5, 2005.
- Поэзия Ш. Казиева в переводе на болгарский язык в газете «Слово плюс»
- Рассказ Ш. Казиева в переводе на болгарский язык в газете «Слово плюс»

## Премии
- Премия Ленинского Комсомола Дагестана. 1988 г.
- Премия шейха Сауда аль Бабтина. 1998 г.
- Премия Союза журналистов и Правительства Москвы. 1999 г.
- Премия «Лучшие перья России». 1999 г.
- Премия Союза журналистов России «За профессиональное мастерство». 2001 г.
- Большая литературная премия им. Расула Гамзатова. 2008
- Премия «Лучшие книги года». 2009
- Премия «Белые журавли России». 2013 г.
- Государственная Премия Республики Дагестан (за роман «Ахульго»). 2015 г.

## Звания
- Заслуженный деятель искусств Республики Дагестан. 2001 г.
- Народный писатель Дагестана. 2016 г.
- Почетный гражданин города Махачкалы[2]. 2016 г.

## Награды
- Медаль «В память 850-летия Москвы». 1997 г.
- Большая Золотая медаль «Имам Шамиль». (Международный фонд Шамиля). 2004 г.
- Памятные часы Главы Республики Дагестан. 2013 г.
- Почётная грамота Главы Республики Дагестан. 2014 г.
- Орден «За заслуги перед Республикой Дагестан». 2016 г.[3]

## Владение языками
Русский, аварский, английский, болгарский